# Walter Gießler
Walter Gießler (* 8. Dezember 1939; † 7. September 2012) war ein deutscher Ingenieur.
1992 wurde er Gründungsdekan des späteren Fachbereichs Automatisierung und Informatik der heutigen Hochschule Harz. In dieser Position trug er bis 1995 zum Aufbau dieses Fachbereiches bei. Er wurde Inhaber der Professur für Steuerungstechnik und Leistungselektronik und 1. Vorsitzender des Vereins „Freunde des Fachbereichs Automatisierung und Informatik der Hochschule Harz e.V.“ 2003 wurde Walter Gießler emeritiert.
Zu seinen bedeutendsten Publikationen zählt die 2001 erschienene Veröffentlichung SIMATIC S7. SPS-Einsatzprojektierung und SPS-Programmierung, die bis 2009 in vier Auflagen erschien.